# Ring met monogram van Leopold I
De ring met monogram van Leopold I is door Jean-Baptiste Dees vervaardigd. De ring vertoont een monogram van de Belgische koning Leopold I.

## Beschrijving
Deze gouden ring voor een man vertoont het gekroonde, in diamanten gezette monogram van Leopold I. Vier grote en vier kleinere diamanten, in zilver gezet, omringen het monogram. Het rust op een ovalen medaillon in blauw email. De zilveren zettingen zijn door gouden bladmotieven in accoladevorm met elkaar verbonden. Een lederen etui in schelpvorm met fluwelen en zijden binnenbekleding huist de ring. De sluiting is uitgevoerd in verguld messing. Ook de Franse koning Lodewijk Filips gaf dergelijke ringen als geschenk en zijn mogelijk een inspiratiebron geweest.

## Achtergrond
Dees was een edelsmid, juwelier en diamantzetter, van 1825 tot 1851 in Brussel actief. Vanaf 1838 wordt hij met zekerheid als Joaillier de L.L. M.M. le Roi et la Reine (Nederlands: juwelier van hunne hoogheden de Koning en Koningin) vermeld. Hij verkocht gouden snuifdozen, juwelen en vervaardigde koninklijke trofeeën samen met etser Isidore Jouvenel en de Brusselse edelsmid Paul Wouters.
Gérard Waefelaer, ambtenaar van de burgerlijke stand te Brussel, ontving de ring in 1835 bij het opstellen van de geboorteakte van Leopolds zoon, de latere Belgische koning Leopold II. Leopold en zijn vrouw Koningen Louise schonken vaker juwelen aan familieleden, hofdames, en bij bijzondere gelegenheden aan kunstenaars en industriëlen.

## Geschiedenis
De ring werd in 2016 door het Erfgoedfonds van de Koning Boudewijnstichting verworven en wordt in het DIVA te Antwerpen tentoongesteld.